# بوب بورن
بوب بورن هو لاعب هوكي الجليد كندي، ولد في 21 يونيو 1954 في Netherhill, Saskatchewan ‏ في كندا.

## وصلات خارجية
- بوب بورن على موقعبيزبول رفرنس.كوم (الدوري الثانوي) (الإنجليزية)
- بوب بورن على موقع دوري الهوكي الوطني (الإنجليزية)
- بوب بورن على موقع EliteProspects.com (الإنجليزية)
- بوب بورن على موقع HockeyDB.com (الإنجليزية)
- بوب بورن على موقع Hockey-Reference.com (الإنجليزية)